# Саламандра (фільм, 1928)
«Саламандра» — радянсько-німецький німий чорно-білий художній фільм 1928 року, знятий режисером Григорієм Рошалем за сценарієм Георгія Гребнера і Анатолія Луначарського на студіях «Межрабпомфільм» і «Прометеусфільм» (Берлін). Прем'єра відбулася 4 грудня 1928 року.

## Сюжет
Фільм заснований на реальних подіях і показує трагічні епізоди з життя австрійського вченого біолога-матеріаліста Пауля Каммерера (1880—1926), зацькований мракобісами від науки і католицькими реакціонерами — він наклав на себе руки. Дію фільму перенесено в Німеччину, у Лейпциг, в якому правлять духовенство і аристократія, піднімає голову фашизм, а робітничий клас змушений жити в нужді. Тут працює професор Занг, один з небагатьох, який співчуває біднякам. Як тільки вчений на основі своїх дослідів на саламандрах робить відкриття, що їх спадковість залежить від зовнішніх чинників, він стає небезпечним для існуючого політичного ладу. Духовенство у змові з аристократією вирішує позбутися від нього.

## У ролях
- Бернгард Ґецке —  професор Занг (Цанге)
- Микола Хмельов —  принц Карлштейн, фашист
- Наталія Розенель —  Феліція, дружина професора
- Ельза Темарі —  Берта, асистент Цанге
- Сергій Комаров —  Бржезинський, єзуїт
- Володимир Фогель —  барон-реакціонер
- Михайло Доллер —  Філонов, асистент Цанге
- Олександр Чистяков —  Прайєр, друкар
- Олександр Громов —  Штромбах
- Анатолій Луначарський — епізод
- Анна Земцова — епізод
- Василь Бокарєв —  пан
- Данило Введенський — епізод (немає в титрах)

## Знімальна група
- Режисери — Григорій Рошаль, Михайло Доллер
- Сценаристи — Георгій Гребнер, Анатолій Луначарський
- Оператори — Луї Форестьє, Олександр Шеленков
- Художники — Володимир Єгоров, Валентина Хмельова